# No true Scotsman

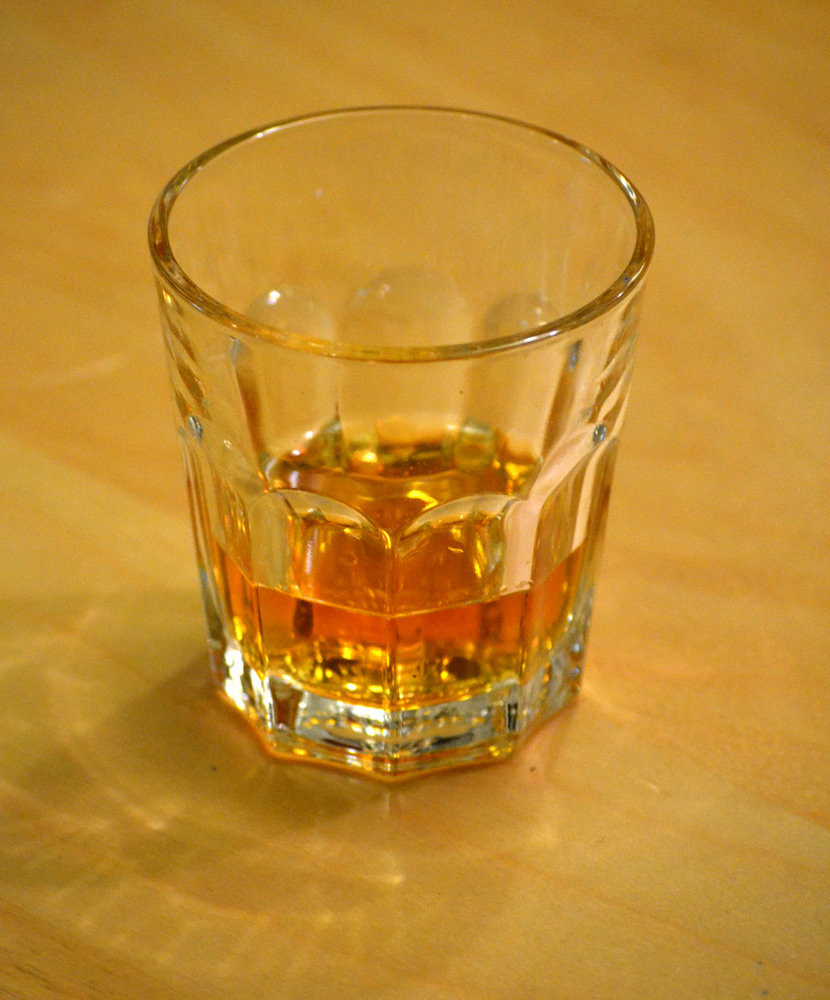
'Ben jij een Schot, maar hou je niet van whisky? Nou dan ben je geen echte Schot!'

No true Scotsman (Nederlands: geen echte Schot) is een drogreden waarbij een ad-hocpoging wordt gedaan om een generalisering in stand te houden.

## Uitleg
De introductie van de term wordt toegeschreven aan de Britse filosoof Antony Flew ter illustratie van de menselijke neiging om te proberen een vooroordeel over een bepaalde groep zaken vol te houden als zich een anomalie voordoet. Hij gebruikte in zijn voorbeeld het nationalisme, waarin men de eigen groep moreel superieur wil achten en als men wordt geconfronteerd met immoreel gedrag van een lid van de eigen groep, hetgeen niet strookt met het beeld dat men van de hele groep wil schetsen, men de neiging heeft om te doen alsof die persoon er eigenlijk niet bijhoort. In zijn boek Thinking About Thinking (1975) schreef Flew:

Stel je voor dat Hamish McDonald, een Schot, zijn Glasgow Morning Herald zit te lezen en een artikel ziet over "Seksgek Brighton (Engeland) slaat weer toe". Hamish is geschokt en verklaart dat "Geen enkele Schot zoiets zou doen". De volgende dag zit hij zijn Glasgow Morning Herald weer te lezen, maar deze keer vindt hij een artikel over een man uit Aberdeen (Schotland), wiens brute daden de seksgek uit Brighton bijna beschaafd doen lijken. Dit feit toont aan dat Hamish er met zijn mening naast zat, maar gaat hij dat toegeven? Waarschijnlijk niet. Deze keer zegt hij: "Geen enkele echte Schot zou zoiets doen".

Als men wordt geconfronteerd met een tegenvoorbeeld op een universele claim ("geen enkele Schot zou zoiets doen"), wordt bij deze drogreden niet het tegenvoorbeeld weersproken of de oorspronkelijke claim verworpen, maar het onderwerp van de stelling aangepast om het bijzondere geval of gelijksoortige gevallen uit te sluiten middels retoriek, zonder dat hierbij wordt verwezen naar enige objectieve regel ("geen enkele echte Schot zou zoiets doen"). Hoogleraar filosofie Bradley Dowden beschouwt de drogreden als een ad-hocredding van een weerlegde poging tot generalisering. Volgens logicus Gary Curtis is een no true Scotsman een vorm van de drogreden van de arbitraire herdefiniëring (arbitrary redefinition), wat weer een vorm is van equivocatie, wat weer een vorm is van de ambiguïteitsdrogreden.

## Voorbeelden
Dit is een versimpeld voorbeeld van Nederlands filosoof Floris van den Berg, Beter weten (2015):
- Alle Schotten houden van whisky.
- Sean is een Schot, maar houdt niet van whisky.
- Dus, Sean is geen echte Schot.

Vlaams filosoof Maarten Boudry schrijft in zijn boek Illusies voor gevorderden (2015): "Stel dat ik altijd al dacht dat alle continentale filosofen onverbeterlijke lapzwanzen waren. Als ik dan plots een goed filosofisch boek uit Frankrijk lees, zal ik mijn overtuiging moeten bijstellen. Natuurlijk liggen er altijd ad-hocuitwegen open om de logische coherentie te bewaren: 'Dit kan geen echte filosoof zijn.' 'Die filosoof is geen waarachtige Fransman.' Deze drogreden staat bekend als de No True Scotsman fallacy."